# Misión Permanente de México ante la Santa Sede
La Misión Permanente de México ante la Santa Sede es la embajada que representa a los Estados Unidos Mexicanos ante la Santa Sede. Se encuentra ubicada en Roma, en Italia.

## Historia
Como parte de las Reformas durante la administración de Carlos Salinas de Gortari fue el de reconocimiento del Estado a la Iglesia cuando se expidió en 1992 la Ley de Asociaciones Religiosas y Culto Público la cual reconocía y daba carácter jurídico a las iglesias. Con ello, México pudo plantear su relación con la Santa Sede.
Durante la Revolución mexicana crearon un conflicto profundo entre ambas naciones, el más profundo fue la Guerra Cristera, pero este conflicto ya existía desde tiempos de Benito Juárez y en la única ocasión antes de 1862 que hubo un nuncio papal fue en el Segundo Imperio Mexicano, pero este se retiró de México tras el regreso de Juárez a México, poco antes de la muerte de Maximiliano.
La Santa Sede tiene un carácter jurídico internacional al ser uno de los pocos estados teológicos con las características que el jefe de una iglesia fuera jefe de Estado de un país, con antelación los conflictos de México y la Santa Sede no permitieron una relación entre ambos hasta la nueva ley.
Esto pudo abrir la oportunidad de que el Papa Juan Pablo II visitara México en calidad de jefe de Estado y por lo tanto rendirle honores de líder de nación.
Antes de existir relaciones oficiales, el entonces presidente Carlos Salinas envió a Agustín Téllez Cruces como su agente oficioso hasta el establecimiento de relaciones formales.

## Embajadores recientes ante la Santa Sede

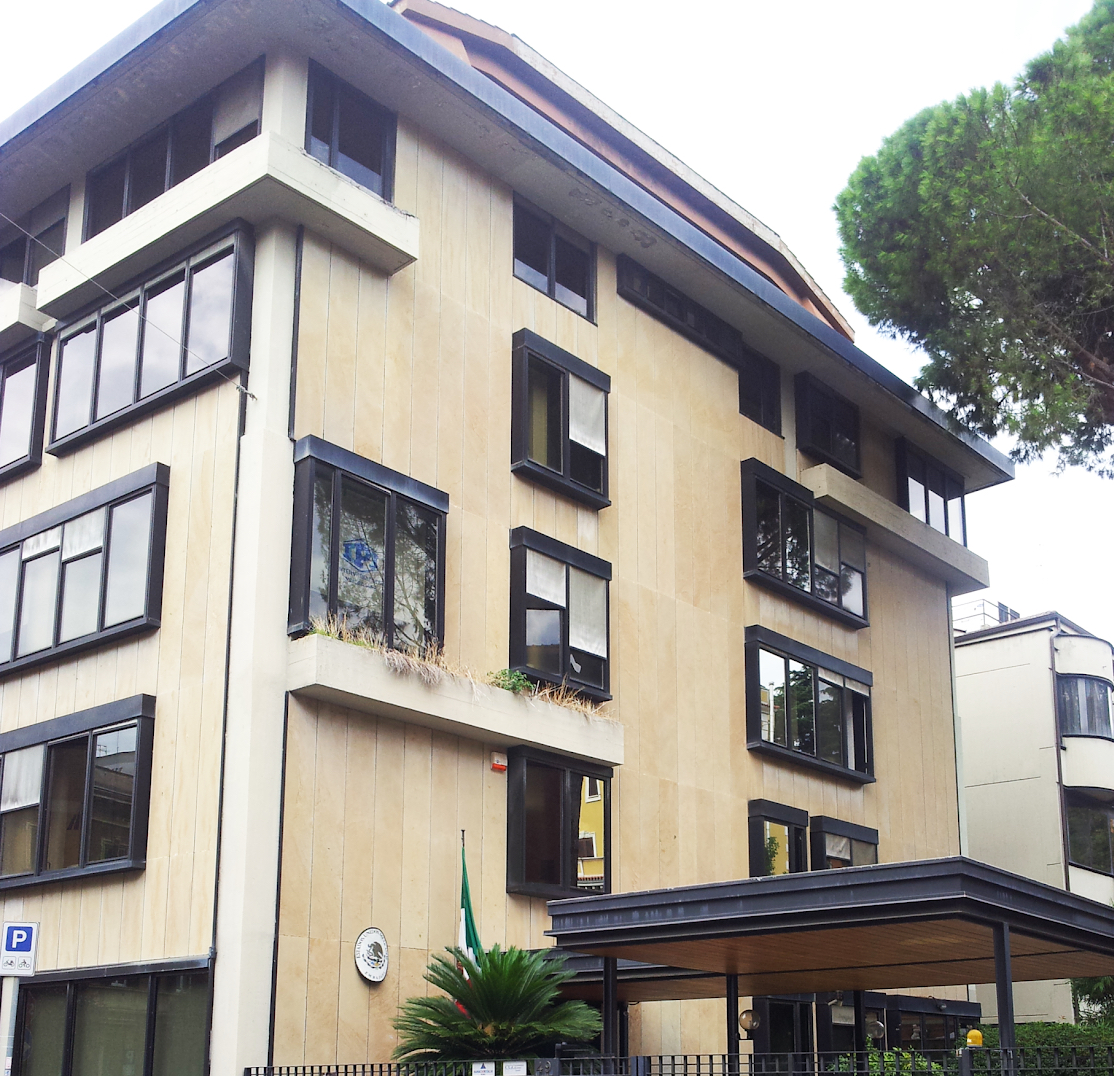
Embajada de México ante la Santa Sede en Roma

| Representante                     | Título                                      | Nombramiento/ Ratificación | Presentación de Cartas Credenciales | Fin de la misión        | Nombrado por                  |
| --------------------------------- | ------------------------------------------- | -------------------------- | ----------------------------------- | ----------------------- | ----------------------------- |
| Agustín Téllez Cruces             | Agente oficioso                             | 16 de noviembre de 1990    | —                                   | —                       | Carlos Salinas de Gortari     |
| Enrique Olivares Santana          | Embajador Extraordinario y Plenipotenciario | 22 de noviembre de 1992    | —                                   | 1 de febrero de 1995    | Carlos Salinas de Gortari     |
| Rafael Mijares Ferreiro           | Encargado de negocios Ad Interim            | 31 de octubre de 1994      | —                                   | 3 de abril de 1995      | Carlos Salinas de Gortari     |
| Guillermo Jiménez Morales         | Embajador Extraordinario y Plenipotenciario | 7 de marzo de 1995         | 3 de abril de 1995                  | —                       | Ernesto Zedillo Ponce de León |
| Horacio Sánchez Unzueta           | Embajador Extraordinario y Plenipotenciario | 24 de marzo de 1998        | —                                   | 2000                    | Ernesto Zedillo Ponce de León |
| Fernando Estrada Sámano           | Embajador Extraordinario y Plenipotenciario | 24 de enero de 2001        | —                                   | 6 de noviembre de 2003  | Vicente Fox Quesada           |
| Javier Moctezuma Barragán         | Embajador Extraordinario y Plenipotenciario | 19 de diciembre de 2003    | 2 de febrero de 2004                | 2005                    | Vicente Fox Quesada           |
| Luis Felipe Bravo Mena            | Embajador Extraordinario y Plenipotenciario | 20 de julio de 2005        | 23 de septiembre de 2005            | 25 de noviembre de 2008 | Vicente Fox Quesada           |
| Miguel Ángel Vilchis Salgado      | Encargado de negocios Ad Interim            | 26 de noviembre de 2008    | —                                   | 30 de junio de 2009     | Felipe Calderón Hinojosa      |
| Federico Ling Altamirano          | Embajador Extraordinario y Plenipotenciario | 13 de mayo de 2009         | 10 de julio de 2009                 | 25 de marzo de 2013     | Felipe Calderón Hinojosa      |
| Mariano Palacios Alcocer          | Embajador Extraordinario y Plenipotenciario | 25 de abril de 2013        | 10 de junio de 2013                 | 31 de agosto de 2016    | Enrique Peña Nieto            |
| Francisco de Paula Castro Reynoso | Encargado de negocios Ad Interim            | 1 de septiembre de 2016    | —                                   | 30 de junio de 2017     | Enrique Peña Nieto            |
| Jaime Manuel del Arenal Fenochio  | Embajador Extraordinario y Plenipotenciario | 27 de abril de 2017        | 1 de septiembre de 2017             | 29 de noviembre de 2018 | Enrique Peña Nieto            |
| Francisco de Paula Castro Reynoso | Encargado de negocios Ad Interim            | 3 de diciembre de 2018     | —                                   | —                       | Enrique Peña Nieto            |
| Alberto Barranco Chavarría        | Embajador Extraordinario y Plenipotenciario | 6 de agosto de 2019        | 13 de diciembre de 2019             | En el cargo             | Andrés Manuel López Obrador   |